# Hal Gensichen
Harold Frederick Gensichen, detto Hal (Buchanan, 2 gennaio 1921 – Orange County, 27 aprile 1990), è stato un cestista statunitense, professionista nella NBL.

## Carriera
Giocò per una stagione nella NBL, disputando complessivamente 36 partite con 6,6 punti di media.